# Vincenzo Caso
Vincenzo Caso (Pozzuoli, 30 agosto 1980) è un politico italiano, deputato del Movimento 5 Stelle nella XVII legislatura.

## Biografia

### Elezione a deputato
Alle elezioni politiche del 2013 viene eletto deputato della XVII legislatura della Repubblica Italiana nella circoscrizione III Lombardia per il Movimento 5 Stelle.
È laureato in economia aziendale.